# Adstringentia
Adstringentia zijn stoffen die in de geneeskunde  worden gebruikt om verlies van bloed, slijm en andere lichaamsvloeistoffen tegen te gaan. De betekenis van het woord geeft de werking aan: samentrekkend geneesmiddel.
Adstringentia worden gebruikt bij bijvoorbeeld de behandeling van bloedingen en diarree. Diarree bestaat in zijn eenvoudigste vorm uit overmatige productie van slijm in de darm. Sommige adstringentia onttrekken water aan een orgaan dat dit water normaal zou gebruiken voor slijmproductie.
De werking van adstringentia verschilt. Sommige doen de bloedvaten samentrekken zodat het bloed er niet meer door kan. Andere bevorderen de bloedstolling zodat er sneller een korst op een wond ontstaat. Door een arts kan adrenaline worden gebruikt bij het stelpen van een neusbloeding of bloeding in de keel.
Veel metaalzouten (zoals kopersulfaat, zilvernitraat, zinksulfaat, calciumcarbonaat) zijn geschikt als adstringentia. Ook adrenaline is een goed adstringent. Vroeger werden plantaardige adstringentia zoals looizuur veel gebruikt. In hun geconcentreerde vorm zijn de meeste van deze stoffen echter bijzonder prikkelend en in enkele gevallen zelfs bijtend. Daarom moeten ze voor gebruik goed worden verdund.

## Voedsel
Sommige bessen, zoals die van de sleedoorn, of vruchten, zoals de kweepeer, of de schillen van bananen bevatten tanninen die een adstringent gevoel in de mond veroorzaken.